# Trentepohlia (Trentepohlia) perigethes
Trentepohlia (Trentepohlia) perigethes is een tweevleugelige uit de familie steltmuggen (Limoniidae). De soort komt voor in het Afrotropisch gebied.